# Crotonia borbora
Crotonia borbora är en kvalsterart som beskrevs av Malcolm Luxton 1987. Crotonia borbora ingår i släktet Crotonia och familjen Crotoniidae. Inga underarter finns listade i Catalogue of Life.